# Secundus av Abula

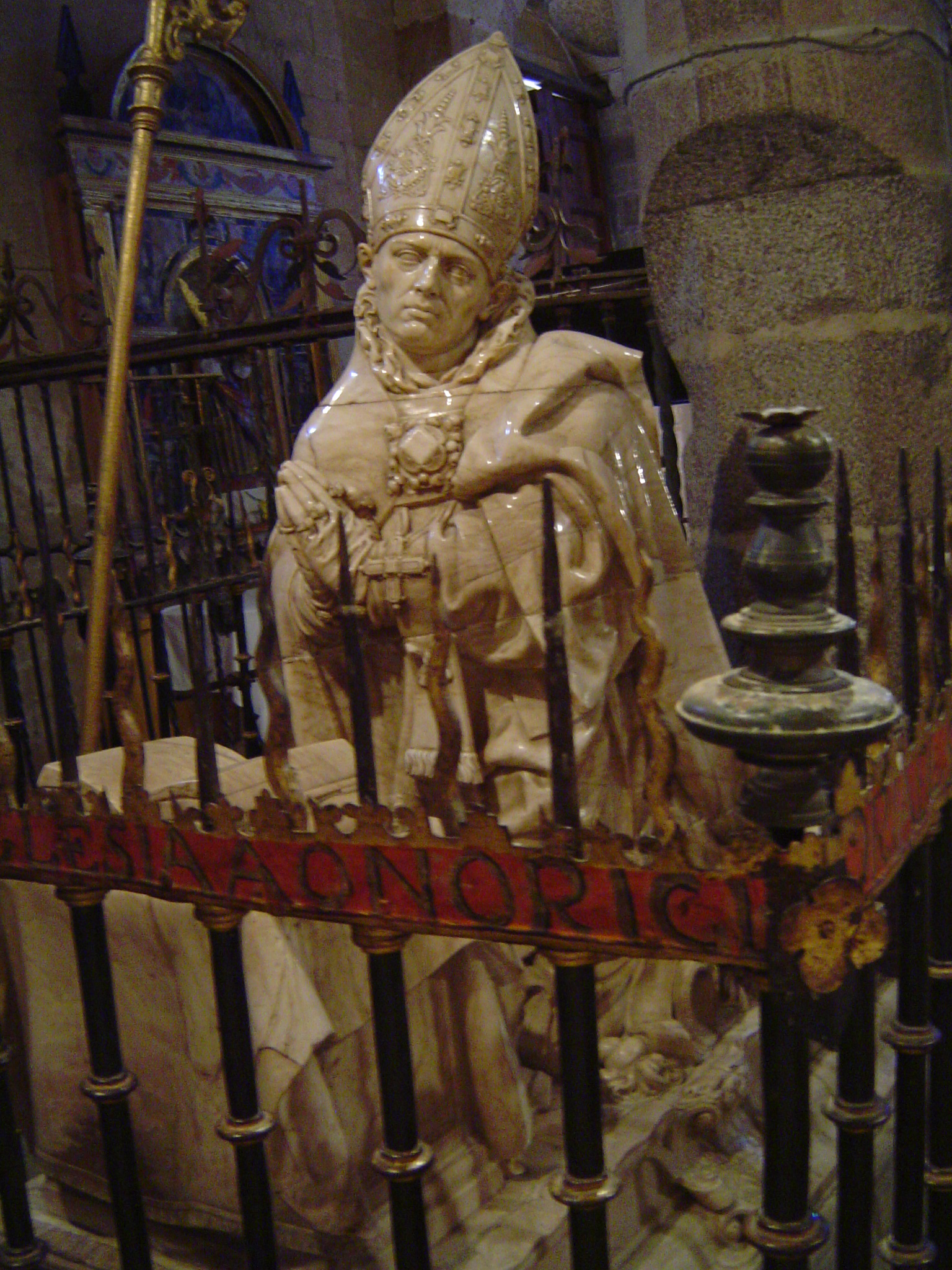
Sankt Secundus.

Secundus (spanska: San Segundo) vördas som en kristen missionär och martyr från det första århundradet, under den apostoliska tiden. Han evangeliserade staden Abula, vilken har identifierats som antingen Ávila eller Abla, och blev dess första biskop.
Ávila kan ha varit den antika stad som är känd under namnet Abula, vilken nämns av  Ptolemaios i hans Geographia (II 6, 60) som belägen i den iberiska regionen Bastetania.  Abula nämns som en av de första orterna i Hispania som kristnades, just av Secundus. Men Ávila kan ha varit det antika Obila i stället, medan Abula kan ha varit staden Abla.    
Secundus är en av de sju apostoliska männen (siete varones apostólicos), sju biskopar som vigdes i Rom av apostlarna Petrus och Paulus och sändes för att evangelisera Spanien.  Jämte Secundus omfattar gruppen Torquatus, Ctesiphon, Caecilius, Indaletius, Hesychius och Euphrasius.